# DSquare
 (décembre 2024).
Le DSquare est un gratte-ciel de la ville de Luxembourg au Luxembourg.

## Histoire

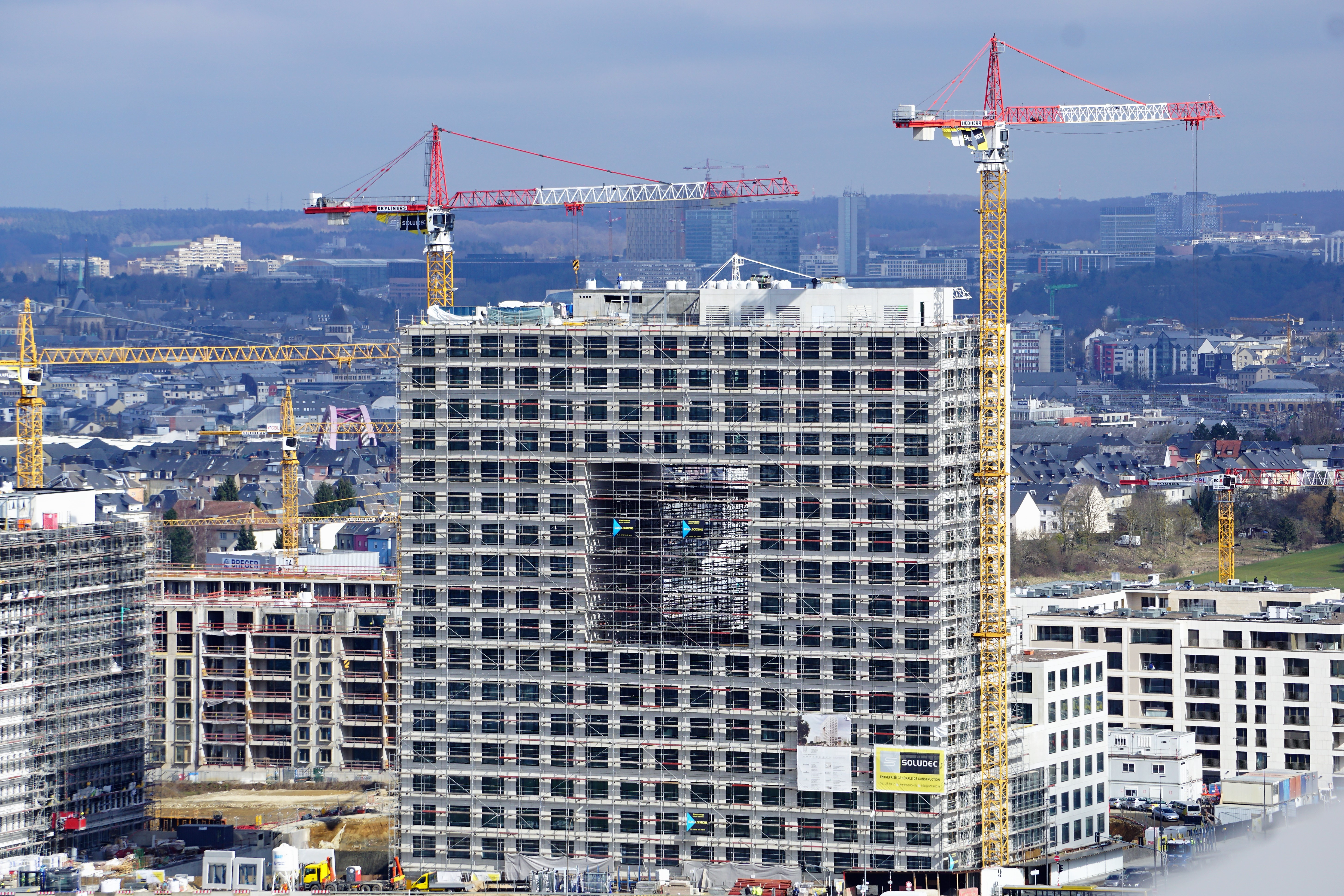
Le bâtiment en construction, en 2018.

Le bâtiment, construit dans le cadre du projet de développement du nouveau quartier de Cloche d'Or, est conçu par Paul Bretz Architectes pour devenir le nouveau siège de Deloitte au Luxembourg.
En 2018, l’immeuble est acquis par un consortium composé d’Integrale et d’Ethias pour environ 225 millions d’euros, la plus grande valeur pour une transaction immobilière au Luxembourg cette année-là. Il est officiellement inauguré le 18 septembre 2019 en présence du Premier ministre luxembourgeois Xavier Bettel.
En 2019, un deuxième consortium, composé du fonds sud-coréen Korea Investment Management et de La Française, achète le bâtiment dans le cadre d’une transaction dont la valeur est estimée entre 250 et 275 millions d’euros,.

## Description
Le gratte-ciel est situé dans le quartier de Cloche d'Or, à Luxembourg. Il se compose de deux volumes, l’un plus haut de 17 étages et l’autre plus bas de 6 étages, reliés par un grand foyer. Le volume le plus élevé se distingue par une façade marquée par une grande ouverture en forme de fenêtre s’étendant sur six niveaux.